# Павло Гомін
Павло Гомін (*д/н — після 1659) — український політичний та військовий діяч, кошовий отаман Запорізького війська у 1654–1657 та 1658–1659 роках.

## Життєпис
Про місце і дату народження нічого невідомо. У 1654 році обирається кошовим отаманом. На цій посаді намагався оберегти вольності запорожців. Лише після довгих перемовин переконав січовиків підтримати рішення Переяславської ради. Зберігав свою посаду до 1657 року.
У 1657 році підтримав Івана Виговського, якого обрано гетьманом замість Юрія Хмельницького. Водночас Гомін застеріг Виговського від зближення з Яном-Казимиром, королем Речі Посполитої. При цьому уклав союз з кримським ханом Мехмедом IV, домовившись, що якщо Виговський дозволить собі хоч найменший рух, спрямований на те, щоб Україна знову повернулася до складу Польщі, вони виступлять разом і підуть на Чигирин.
Разом з тим більшість запорожців не бажали визнавати Івана Виговського за гетьмана, тому Гомін, не бажаючи починати війну проти Виговського, вимушений був у 1657 році поступитися владою Якову Барабашу, запеклому ворогу Виговського. У вересні 1658 року після поразки Барабаша, Гоміна знову обирають кошовим.
Втім Гомін продовжив політику попередника, виступивши проти союз гетьмана з польським королем. Але більше невдоволення запорожців збурив наказ Виговського не нападати на татарські поселення. В подальшому намагався завадити гетьманові розірвати угоди з Московським царством. У січні 1659 року Виговський скликав у Чигирині Раду, на якій відверто оголосив війну москалям і запорожцям. Дізнавшись про це, Гомін надіслав великий загін козаків під командуванням полковника Силки. Військо Виговського оточило цей загін у місті Зінькові, але вибити його звідти так і не змогло. Зрештою, запорожці відтіснили Виговського від міста і з'єдналися з московськими полками князя Ромодановського.
Після перемоги Виговського у Конотопській битві, Гомін відправив Івана Сірка проти останнього, а також розпочав шарпати володіння кримського хана. Згодом Павло Гомін активно підтримав намір Юрія Хмельницького повернути собі булаву гетьмана. Але восени 1659 року його змінив на посаді Іван Брюховецький. Про подальшу долю Гоміна немає відомостей.